# Нердрум, Одд
Одд Нердрум (англ. Odd Nerdrum) — норвежский художник-фигуративист. На его работы сильно повлияло творчество Рембрандта и Караваджо, но темы его работ анекдотичны. Он создаёт 6-8 картин в год, как натюрмортов и портретов, так и больших полотен. По его словам, его творчество следует рассматривать как китч; он является автором манифеста, в котором объясняет разницу между китчем и искусством.
В фильме ужасов «Клетка» 2000 года содержится сцена, вдохновлённая картиной Одда 1990 года, Dawn. Режиссёр фильма видел эту картину у её владельца, Дэвида Боуи.
В 2011 году Нердрум был обвинён в укрывательстве от уплаты налогов и осуждён на два года тюрьмы. Его защита объявила, что большая сумма денег, находившаяся на депозите в Австрии, была фондом, обеспечивающем воссоздание 36 картин, написанных в 80-е экспериментальной краской, потёкшей от тепла. Решение было подвергнуто критике. Профессор Эйвинн Сторм Бьерке (норв. Øivind Storm Bjerke) назвал приговор строгим, многие сторонники Одда указывали на недостатки в работе суда, вроде отсутствия доказательств. Нердрум объявил, что дело возбуждено по политическим причинам.
Согласно законам Норвегии, Нердрум не должен заниматься рисованием во время пребывания в тюрьме, так как заключённые Норвегии не имеют права заниматься в тюрьме предпринимательской деятельностью.
В январе 2012 апелляционная комиссия одобрила повторное разбирательство. 5 февраля 2013 года приговор был отменен Верховным судом из-за процедурных ошибок. Нердрум снова был осужден в июне 2014 года. В 2016 году стало известно, что он обратился в Минюст с просьбой о помиловании. Однако заявка была отклонена.
В сентябре 2017 года Нердрум был помилован королем Норвегии Харальдом.

## Выставки
- Kunstnerforbundet 1967-70-73 Oslo-76-84
- Galleri 27 Oslo, 1972
- The Bedford Way Gallery, 1982
- Martina Hamilton Gallery, 1984
- Delaware Art Museum, Wilmington, 1985
- The Museum of Contemporary Art, Chicago IL, 1988
- Lemberg Gallery Birmingham, MI, 1991
- Gothenburg Art Museum, Sweden, 1991
- Bergen Art Museum, Norway, 1992
- Edward Thorp Gallery, New-York, 1992
- New Orleans Museum of Art, 1994
- Forum Gallery, New-York, 1996
- Frye Art Museum, Seattle, 1997
- Astrup Fearnley Museum of Modern Art, Oslo, Norway, 1998
- Kunsthal Rotterdam, The Netherlands 1999
- Amos Anderson Art Museum, Helsinki, Finland, 1999
- Young Classic, 2000
- Harry Bergman Gallery, Stockholm, Sweden, 2000
- Åland Art Museum, Mariehamn, Finland, 2000
- Forum Gallery, New York and Los Angeles, 2002, 2004
- Forum Gallery, Los Angeles, 2006
- Forum Gallery, New York, January, 2007
- Forum Gallery, New York, May, 2007